# Sphaerium
Genre
Sphaerium est un genre de très petites palourdes d'eau douce, mollusques bivalves  aquatiques de la famille Pisidiidae (ou Sphaeriidae). Les petites palourdes de ce genre sont rares.

## Espèces
- Sous-Genre Sphaerium Scopoli, 1777
  - Sphaerium corneum (Linnaeus, 1758)

- Sous-Genre Nucleocyclas Alimov & Starobogatov, 1968
  - Sphaerium nucleus (Studer, 1820)
  - Sphaerium ovale (A. Férussac, 1807)

- Sous-Genre Parasphaerium Alimov & Starobogatov, 1968
  - Sphaerium nitidum Clessin, 1876 - Arctique ongle clam

- Sous-Genre Amesoda Rafinesque, 1820
  - Sphaerium rivicola (Lamarck, 1818)

- Sous-Genre Cyrenastrum Bourguignat, 1854
  - Sphaerium solidum (Normand, 1844)

- Sans sous-genre
  - Sphaerium asiaticum (Martens, 1864)
  - Sphaerium bequaerti (Dautzenberg & Germain, 1914) - données insuffisantes (DD)
  - Sphaerium cornuta
  - Sphaerium novaezelandiae Deshayes, 1854
  - Sphaerium rhomboideum (1822)
  - Sphaerium stuhlmanni Martens, 1897 - préoccupation mineure (LC)

- Disparu
  - †Sphaerium beckmani Russell, 1976
  - †Sphaerium florissantense Cockerell, 1906